# Quarterback sack

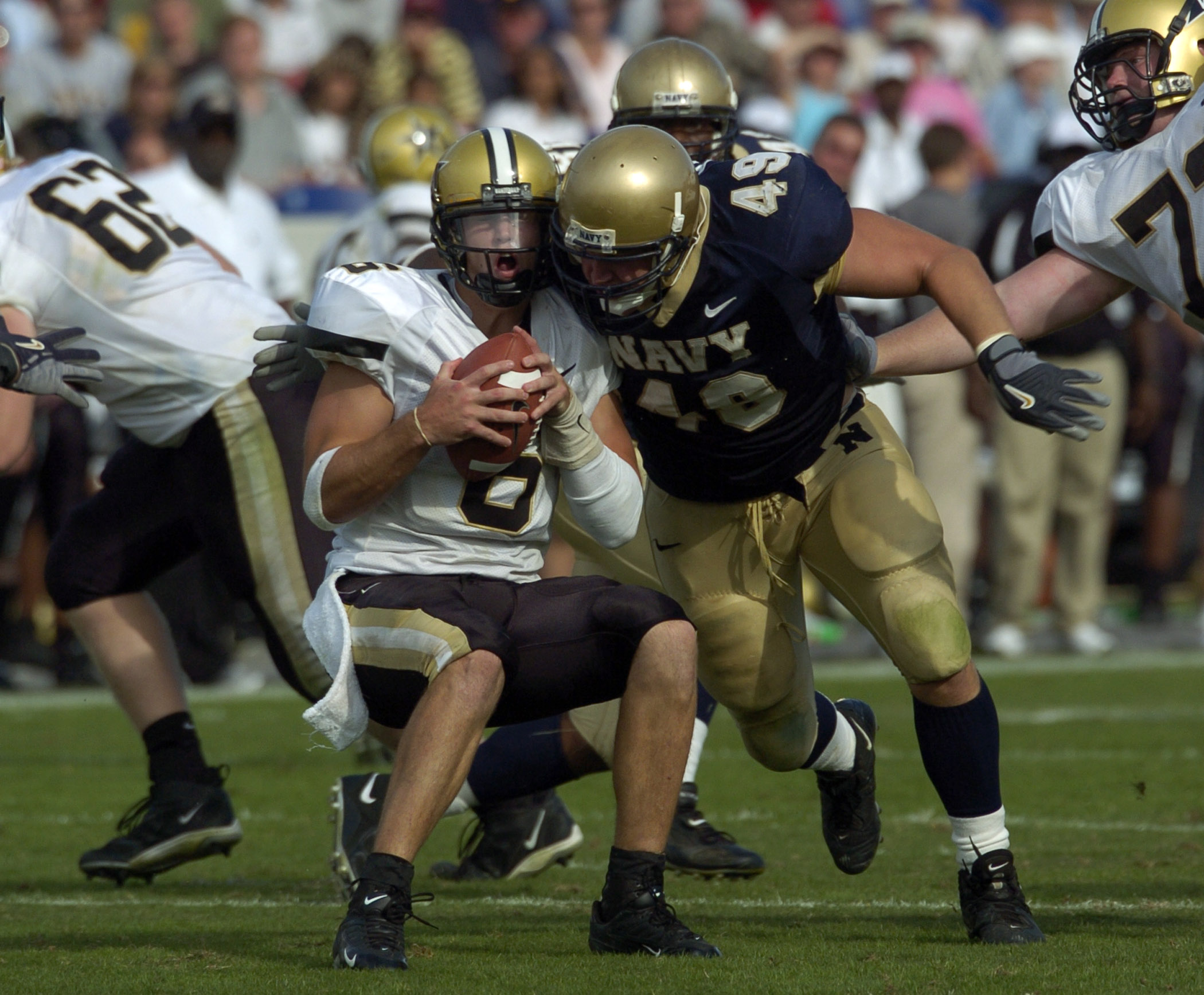
Quarterback sack

Quarterback sack – pojęcie w futbolu amerykańskim określające sytuację, w której rozgrywający drużyny atakującej zostaje powalony na ziemię przed linią wznowienia gry zanim wykona podanie piłki do przodu.